# پیرگاچا، بنگلادش
پیرگاچا (به لاتین: Pirgachha) یک منطقهٔ مسکونی در بنگلادش است که در ناحیه بوگرا واقع شده‌است. پیرگاچا ۷۹۳ نفر جمعیت دارد.